# Saison 7 des Griffin
Chronologie
Saison 6 Saison 8
La septième saison de la série d'animation Les Griffin (Family Guy), composée de seize épisodes, est initialement diffusée aux États-Unis du 28 septembre 2008 au 17 mai 2009 sur le réseau Fox et en simultané sur le réseau Global au Canada. Elle est diffusée en France du 5 août au 26 août 2015 sur AB1 en clair.

## Accueil
La diffusion du premier épisode de la septième saison est assistée par 9,2 millions de téléspectateurs américains, un chiffre en nette hausse par rapport au dernier épisode de sixième saison. Durant les semaines suivants suivant la diffusion de l'épisode Amours noirs (Love Blactually), les téléspectateurs sont en moyenne de 8 millions. Bébé n'est pas à bord (Baby Not On Board) est le plus regardé de la saison avec 9,97 millions de téléspectateurs, soit 5 sur l'Échelle de Nielsen.
Ahsan Haque, rédacteur au site d'IGN attribue à cette sixième saison une note de 8,2 sur 10 citant une « saison très compétente ». Il privilégie également des scénarios plus poussés. Haque prône particulièrement l'épisode Voyage en Allemagne (Road to Germany), mais considère les épisodes L'infâme invité (The Juice is Loose) et Bébé n'est pas à bord comme des exemples de mauvais épisodes de la saison du fait que les scénaristes n'aient « pas décidé d'en améliorer la trame ». En 2010, IGN inclut l'épisode Voyage en Allemagne dans sa liste des Meilleures aventures de Stewie et Brian. Casey Burchby de DVD Talk attribue une critique mitigée quant au septième volet des Griffin.
La saison est nommée pour un Primetime Emmy Award dans la catégorie « Meilleure série comique ». La dernière série à être nommée dans cette catégorie était Les Pierrafeu en 1961. Seth MacFarlane est nommé pour un Primetime Emmy Award dans la catégorie « Meilleure performance vocale masculine dans une série d'animation » dans son rôle de Peter Griffin dans l'épisode J'ai rêvé de Jésus. MacFarlane est de nouveau nommé, cette fois pour un Annie Award pour le même épisode, mais perd le Ahmed Best pourRobot Chicken.

## Épisodes
| No. de série | No. dans la saison | Titre                                                   | Réalisation     | Scénario                  | Date de diffusion (FOX) | Date de diffusion (AB1) | Date de diffusion (Télétoon) | Code prod. | Audience |
| --- | ------------------ | ------------------------------------------------------- | --------------- | ------------------------- | ----------------------- | ----------------------- | ---------------------------- | ---------- | -------- |
| 111 | 1                  | Amours noires Love, Blactually                          | Cyndi Tang      | Mike Henry                | 28 septembre 2008       | 5 août 2015             | Inconnue                     | 6ACX03     | 9,20     |
| Les Griffin organisent une soirée costumée. Lois en profite pour pousser Brian a draguer une amie mais cela ne se passe pas bien car la fille se révèle très conservatrice. Brian finit par rencontrer une femme qui lui convient mais il ne veut pas précipiter les choses et suivant les conseils de Stewie, il se refuse à coucher avec elle les premières fois, malgré les demandes codées et répétées de la jeune femme. Mais il patiente trop longtemps et il surprend sa copine qui couche avec Cleveland. Brian est d'autant plus déprimé qu'il n'arrête pas de surprendre sa copine et Cleveland lors de nombreuses relations sexuelles. Stewie pense avoir la solution en poussant Loretta à essayer de reconquérir son ancien mari. Brian prétend qu'il officie en tant que messager de Cleveland pour convaincre cette dernière mais elle décline la proposition. Loretta rencontre cependant Cleveland après mûre réflexion. Cleveland hésite entre les deux femmes car il éprouve encore quelques sentiments pour son ex. Peter veut mettre Loretta à l'épreuve en lui faisant rencontrer Quagmire à nouveau. Loretta résiste à la tentation. Cleveland finit par choisir de ne pas retourner avec Loretta, mais il regrette sa décision car il surprend son amie au lit avec Quagmire. La nouvelle rapproche à nouveau les deux compères, d'autant plus que Cleveland a attrapé une MST au cours de ces péripéties. |                    |                                                         |                 |                           |                         |                         |                              |            |          |
| 112 | 2                  | J'ai rêvé de Jésus I Dream of Jesus                     | Mike Kim        | Brian Scully              | 5 octobre 2008          | 5 août 2015             | Inconnue                     | 6ACX05     | 8,42     |
| Peter récupère un vinyle de Surfin' Bird et, fasciné par la chanson, la passe en boucle toute la journée et toute la nuit, ce qui exaspère la famille à un point tel que Brian et Stewie unissent leurs efforts pour détruire le disque après maintes tentatives. Peter, furieux, décide de se procurer un nouvel exemplaire mais la famille a devancé le coup et a acheté et détruits tous les disques existant pour se protéger les oreilles. Peter recherche pourtant le disque et dans un magasin d'occasions, il rencontre un vendeur qu'il identifie comme étant Jésus. Malgré ses dénégations, ce dernier finit par admettre que Peter a raison et il se fait connaître du monde entier après l'avoir invité à dîner. Jésus fait le tour des plus grands talk-show et devient un people assez couru pour pouvoir aller dans les réceptions de Paris Hilton. Mais Jésus prend la grosse tête et commence à ignorer Peter, qu'il juge pas assez célèbre à son goût. Le Christ finit par se faire arrêter totalement défoncé et Peter est contraint de lui porter secours. Jésus est honteux de sa conduite et décide de repartir au ciel, laissant à Peter un nouvel exemplaire de surfin' bird en remerciement. |                    |                                                         |                 |                           |                         |                         |                              |            |          |
| 113 | 3                  | Voyage en Allemagne Road to Germany                     | Greg Colton     | Patrick Meighan           | 19 octobre 2008         | 5 août 2015             | Inconnue                     | 6ACX08     | 9,07     |
| Tout le voisinage s'apprête à suivre les Oscars à la télé chez les Griffin. Mortimer doit se soulager mais pressé, il rentre par erreur dans la machine à voyager dans le temps que Stewie vient de mettre au point. Stewie s'aperçoit une heure après que la machine est en route et comprend ce qui s'est passé. Brian et lui partent dans le passé récupérer Mortimer, ne sachant pas ou il est précisément. Les compères se retrouvent dans les environs de Varsovie, et ils localisent Mortimer à un mariage juif. Brian s'aperçoit alors qu'ils sont le 1er septembre 1939 et que la guerre est sur le point d'éclater. Les bombardements détruisent la ville et Stewie s'aperçoit que son dispositif de retour ne marche pas pour une raison inconnue. Le groupe doit fuir et gagner l'Angleterre pour être en sécurité. Mais le déguisement de curé catholique de Mortimer ne trompe personne et la fuite se complique quand Brian et Stewie n'ont d'autre choix que de voler un sous-marin pour gagner Londres. Arrivés au Royaume-Uni, Stewie comprend que son module de retour a besoin d'uranium pour fonctionner. Mais le seul minerai disponible à cette époque se trouve à l'université de Berlin. Les compères repartent en avion pour l'Allemagne et infiltrent l'université, déguisés en nazis. Malgré l'arrivée surprise du Fuhrer, Stewie arrive à se procurer ce dont ils ont besoin et repartent vers le présent, arrivant une minute avant que Mortimer n'utilise la machine par erreur. Stewie remet le Mortimer qu'ils ont ramené dans la machine et la désintègre pour éviter que tout ne recommence. |                    |                                                         |                 |                           |                         |                         |                              |            |          |
| 114 | 4                  | Bébé n'est pas à bord Baby Not On Board                 | Julius Wu       | Mark Hentemann            | 2 novembre 2008         | 12 août 2015            | Inconnue                     | 6ACX07     | 9,97     |
| La bande de Peter se détend dans un spa mais Peter se fait exclure après avoir pris un arceau de nuque pour un WC. Chris lui est inquiet car un de ses testicules lui est rentré dans le corps et n'est pas ressorti. Peter est content car se plaignant au gérant du comportement de son fils, il gagne un an de carburant gratuit. Peter en profite pour s'offrir un tour en navette spatiale. La famille part en vacances pour le grand canyon mais après une embrouille, Stewie se retrouve seul à la maison. Le bébé se rend compte qu'il est seul et il tente de survivre. Arrivés à New York, Lois se rend compte de l'absence de Stewie. Peter refuse de faire demi-tour et Lois appelle Cleveland et Quagmire pour s'enquérir du bébé. Stewie n'aime pas être dérangé et il séquestre ses voisins dans la cave, les contraignant à regarder en boucle la bande-annonce de Direct TV. Sans nouvelle des voisins, la famille est contrainte de faire tout de même demi-tour mais distrait par une télé, Peter provoque un accident. Sans ressources, Stewie doit prendre un emploi. La famille est bloquée sur la route car Peter accumule les âneries qui ralentissent la famille. Affamé, Stewie pille le fast food où il travaillait et se fait renvoyer. Mourant de faim, Stewie accueille avec plaisir le retour de la famille, oubliant de relâcher Cleveland et Quagmire, toujours torturés dans la cave avec Direct TV. |                    |                                                         |                 |                           |                         |                         |                              |            |          |
| 115 | 5                  | Brian aux deux visages The Man with Two Brians          | Dominic Bianchi | John Viener               | 9 novembre 2008         | 12 août 2015            | Inconnue                     | 6ACX09     | 8,60     |
| La bande regarde un épisode de Jackass et ils décident de faire la même chose. Peter se disloque la colonne vertébrale et Quagmire essaye de se faire sucer par des abeilles. Brian a du mal à ramener Peter au rivage après son dernier exploit débile et Joe sauve les deux compères. Peter ne se rend pas compte que Brian vieillit et quand il l'accepte, il décide de prendre un second chien, nommé aussi Bryan. Le nouveau chien conquiert rapidement l'affection de la famille, au grand dam de Brian. Brian commence tout de même à apprécier le nouveau chien mais son attitude change quand il se rend compte qu'il est peu à peu écarté du groupe. Brian tente de se rapprocher de la famille mais il ne réussit qu'à déranger Chris pendant qu'il se masturbe, ce qui le gêne beaucoup. Brian décide de partir, jugeant qu'il n'a plus sa place au sein de la famille. Stewie commence alors à son tour à se plaindre du caractère affable de Bryan. Ce dernier n'est pas aussi exaspéré que Brian l'aurait été et Stewie se rend compte que Bryan est au fond un connard fini. Bryan s'estime suffisamment intégré pour avouer à Stewie qu'il s'est masturbé sur son nounours. La réaction de Stewie est foudroyante. Il tue Bryan, le découpe en morceaux et le jette à la poubelle, prenant soin de rédiger une fausse lettre de suicide. Brian peut alors faire son retour en toute quiétude pendant que Stewie lave de façon compulsive son nounours a qui il promet de ne jamais lui tenir rigueur de ce qui s'est passé. |                    |                                                         |                 |                           |                         |                         |                              |            |          |
| 116 | 6                  | Peter retourne à l'école Tales of a Third Grade Nothing | Jerry Langford  | Alex Carter               | 16 novembre 2008        | 12 août 2015            | Inconnue                     | 6ACX10     | 8,52     |
| Peter entre par curiosité dans les toilettes des cadres de la brasserie. Sidéré par le luxe de l'endroit, il décide de tout faire pour y avoir droit et de monter en grade. Brian lui est inquiet car le cabaret ou il se produit est sur le point de fermer pour cause de fréquentation insuffisante. Peter travaille dur pour avoir une promotion mais il fait exploser par erreur un hôpital pour enfants alors qu'il voulait dynamiter une brasserie concurrente. Brian a acheté le cabaret mais Stewie doute de la pertinence de maintenir un endroit pour y jouer de la musique des années 1950. Peter est content car il est sur le point d'avoir une promotion. Mais pour cela il doit finir sa dernière année d'école primaire pour avoir son diplôme. La réouverture du cabaret est un échec et Stewie se propose de moderniser l'endroit, le transformant en boîte de nuit dernier cri, ce qui surprend énormément Brian. Après un temps d'adaptation, Brian et Sinatra Jr. finissent par trouver l'endroit intéressant. Peter s'accroche et il se retrouve candidat au concours d'orthographe qu'il doit remporter pour valider son année et avoir sa promotion. Brian finit par aimer la boîte mais Andy Dick entre et par sa seule présence, ruine la réputation de l'endroit. Peter arrive à remporter le concours grâce à un tirage au sort clément, mais il ne peut être finalement promu à cause de la destruction de l'hôpital et la mort de 19 enfants, acte pour lequel il est condamné à une semaine de prison. |                    |                                                         |                 |                           |                         |                         |                              |            |          |
| 117 | 7                  | Association de malplaisants Ocean's Three and a Half    | John Holmquist  | Cherry Chevapravatdumrong | 15 février 2009         | 12 août 2015            | Inconnue                     | 6ACX11     | 7,33     |
| La bande a Peter va faire une partie de Paintball mais Joe doit rester car Bonnie est sur le point d'accoucher. Pour être certain que cela arrive enfin, Peter décide de provoquer l'accouchement. Il échoue mais Bonnie perd vraiment les eaux et finit par donner naissance à Susie. Stewie tombe amoureux de la fillette et tente de la séduire. Joe est inquiet car l’hôpital lui envoie une facture qu'il ne peut régler. Il doit cumuler un autre emploi pour payer la note mais fatigué, il se laisse tenter par une offre de la mafia de lui octroyer un prêt. La bande à Peter tente de lui venir en aide mais toutes les tentatives échouent. Peter s'adresse à son beau-père mais ce dernier refuse. Déçu, Peter décide de piller le coffre de Carter car Joe est menacé par son usurier. Stewie est content d'avoir fini son vidéoclip en hommage à Susie. Mais il a pour cela utilisé une chanson de Bryan Adams et il est tombé amoureux de ce dernier pendant le montage. Peter profite de la soirée de Carter pour braquer le coffre fort. Lois tente de raisonner Joe et arrive à le convaincre de la stupidité et de la dangerosité de braquer le coffre de Carter. Lois parvient à se procurer l'argent nécessaire auprès de son père en prétendant que c'est pour régler les formalités du divorce avec Peter. |                    |                                                         |                 |                           |                         |                         |                              |            |          |
| 118 | 8                  | Personne n'est parfait Family Gay                       | Brian Iles      | Richard Appel             | 8 mars 2009             | 12 août 2015            | Inconnue                     | 6ACX12     | 7,18     |
| Lois est contrainte d'envoyer Peter faire une course et ce dernier revient après avoir acheté un cheval attardé mental. La famille a du mal à supporter l'animal qui finit par faire une crise cardiaque après avoir fait un maximum de dégâts. Pour payer les factures, Peter accepte un poste de cobaye ou il teste les effets d'injections de gènes divers. Tout se complique quand Peter se fait injecter le gène de l'homosexualité qui le transforme en vrai gay tendance grande folle. Lois est inquiète d'autant plus que Peter commence à draguer Quagmire et à la rejeter au lit. Peter finit par rentrer avec un nouvel amant avec qui il veut s'installer et il annonce à Lois son intention de divorcer. Brian cherche un moyen d'aider Lois. Stewie estime qu'envoyer Peter dans un camp de redressement anti-gay est la seule façon de procéder. Brian tente l'expérience mais Peter ne change pas d'un iota. Lois se fait une raison et décide de laisser Peter vivre sa nouvelle vie. Mais le gène cesse d'agir au beau milieu d'une partouze gay, pour le plus grand malheur de Peter qui s'enfuit en courant retrouver sa femme. |                    |                                                         |                 |                           |                         |                         |                              |            |          |
| 119 | 9                  | L'infâme invité The Juice is Loose                      | Cyndi Tang      | Andrew Goldberg           | 15 mars 2009            | 19 août 2015            | Inconnue                     | 6ACX13     | 7,21     |
| Peter retrouve un vieux ticket de tombola gagnant où il remporte une partie de golf en compagnie de OJ Simpson. La famille apprend avec surprise que ce dernier veut s'installer à Quahog. Les Griffin sont divisés quant au bien-fondé de cette présence, mais ils décident de laisser une chance à ce dernier de se racheter après son procès. Lois est de plus en colère car Peter a laissé Stewie se balader seul sur le toit. Peter dispute la partie malgré ses appréhensions, et Joe veut en profiter pour placer un micro et tenter d'avoir l'aveu du meurtre. OJ découvre le micro, ce qui le déçoit beaucoup. Peter demande pardon et décide d'aider à la réhabilitation sociale d'OJ. Ce dernier a fort à faire car la ville entière est contre lui. Peter organise alors une grande réception où une foule en colère et haineuse se rend. Peter trouve les mots pour défendre OJ qui, prenant courage, se défend admirablement. La foule change d'avis et accepte le voisinage d'OJ. Ce dernier s'empare alors d'un poignard et tue trois voisins avant de s'enfuir. |                    |                                                         |                 |                           |                         |                         |                              |            |          |
| 120 | 10                 | Le job de rêve Fox-y Lady                               | Pete Michels    | Matt Fleckenstein         | 22 mars 2009            | 19 août 2015            | Inconnue                     | 6ACX14     | 7,45     |
| Lois est engagée comme reporter dans un journal télévisé et le premier jour de son travail, elle doit préparer un exposé prouvant que Michael Moore est homosexuel. Cependant, malgré les avertissements peu reluisants de Brian sur la FOX, Lois espionne Moore chez lui où elle retrouve Rush Limbaugh annonçant qu'il est heureux de l'avoir fait avec Moore. Lois doit ensuite affronter la colère de ses dirigeants. Pendant ce temps, Peter, Chris et Meg décident de créer une série mettant en vedette des canards handicapés et invitent Quagmire, Joe et Cleveland à y participer. Peter et Chris rejettent les idées de Meg qu'ils jugent idiotes et se concentrent sur les leurs . Lois finit par découvrir que c'est en réalité Fred Savage qui interprétait les rôles des deux célébrités et décide d'écrire un article sur lui sauf que cela lui coûte son poste. Peter, lui, apprend qu'une chaîne est intéressée par son projet à une seule condition : qu'une prune remplace une tomate pour le nez d'un des personnages. La passion de Peter impressionne le dirigeant qui l'autorise à diffuser l'épisode pilote sur la chaîne mais Peter refusera, ce qu'il regrettera plus tard. |                    |                                                         |                 |                           |                         |                         |                              |            |          |
| 121 | 11                 | Star Trek, le retour Not All Dogs Go to Heaven          | Greg Colton     | Danny Smith               | 29 mars 2009            | 19 août 2015            | Inconnue                     | 6ACX17     | 8,20     |
| Lors d'une convention dédiée à Star Trek, Meg attrape les oreillons. Alors qu'elle récupère en restant au lit, elle tombe sur un documentaire catholique qui la convainc de rejoindre cette religion. À la suite de cela, Meg fait de Brian un paria quand celui-ci exprime ouvertement son athéisme. Brian feint de se repentir mais Meg le pousse à un test afin de savoir s'il dit la vérité. Quand Meg refuse de l'écouter, il lui jette ses quatre vérités en pleine figure et elle s'excuse de son comportement. Stewie, lui, enlève le cast de Star Trek la nouvelle génération et passe la journée avec eux à un parc d'attraction. Leurs plaintes l'ennuient et il les renvoie tous chez eux en leur souhaitant d'« aller se faire foutre » après les avoir accusés à tort d'avoir ruiné la série qu'il aimait tant. |                    |                                                         |                 |                           |                         |                         |                              |            |          |
| 122 | 12                 | Histoire fumeuse 420                                    | Julius Wu       | Patrick Meighan           | 19 avril 2009           | 19 août 2015            | Inconnue                     | 6ACX16     | 7,40     |
| Quagmire trouve un chat errant dans la rue et il décide de l'adopter. En l'absence de Quagmire, Peter et les autres veulent tous commettre une farce en lavant le chat, mais Peter le tue accidentellement. L'officier de police ignore le taux d'alcool dans le sang de Peter mais arrête Brian qui a consommé trop de cannabis. Brian doit passer un test anti-drogue, vérifié par Joe. Mais il essaie d'utiliser la pisse de Stewie ce qui lui vaut la colère de Lois. Le maire établit alors un arrêt visant à légaliser la marijuana à Quahog. Carter qui travaille dans une communauté de timbre parvient à corrompre Peter. Il essaie de corrompre également Brian en lui promettant que s'il renonce à la légalisation de drogue, son roman sera publié. Brian résiste autant qu'il peut mais Stewie réussit à le persuader. Alors que l'épisode touche à sa fin, Quagmire revient et offre cinquante dollars de récompense à celui qui retrouvera son chat. Peter les empoche en disant qu'il l'a tué. Dans l’épisode ‘’Histoire fumeuse’’(saison 7, épisode 12) de Family Guy, Brian Griffin est élu ‘’Stonner de l’année’’ en raison de son attitude détendue et de son comportement typique de stoner tout au long de l’épisode. Cet épisode se concentre sur des thèmes liés à la culture du cannabis, où Brian, en tant que personnage principal, incarne les stéréotypes associés aux consommateurs de marijuana. Voici quelques points clés sur les raisons de son élection: 1. Comportement décontracté:Brian représente l’archétype du consommateur de cannabis, affichant une attitude nonchalante et une approche sereine face à la vie. 2. Interactions humoristiques: Ses interactions avec les autres personnages, notamment Stewie, renforcent son image de stoner, avec des dialogues et des situations comiques qui soulignent sa dépendance à la marijuana. 3. Critique sociale: L’épisode utile l’humour pour commenter les attitudes envers la marijuana et les comportements des consommateurs, avec Brian serviteur de vecteur pour cette satire. 4. Impact culturel: Dans le cadre de l’épisode, son élection comme ‘’Stoner de l’année’’ reflète une certaine célébration de la culture cannabis, tout en restant dans le ton humoristique et absurde de la série. En somme, le choix de Brian comme ‘’Stoner de l’année’’ dans cet épisode illustre à la fois le caractère comique de la série et l’exploration des stéréotypes associés à la consommation de cannabis. |                    |                                                         |                 |                           |                         |                         |                              |            |          |
| 123 | 13                 | Dopage Stew-Roids                                       | Jerry Langford  | Alec Sulkin               | 26 avril 2009           | 19 août 2015            | Inconnue                     | 6ACX18     | 6,80     |
| La famille se rend chez Joe qui a organisé un barbecue. Là, Stewie est battu par la fille de ce dernier et jure de se venger. Au lycée, Connie del Amico, la fille la plus populaire, décide de sortir avec le garçon le plus impopulaire du lycée, Chris. Celui-ci avoue avoir un faible pour elle et ils finissent par très bien s'entendre. Peter emmène Stewie dans un gymnase où le professeur lui administre des drogues qui font de lui un vrai caïd. Chris et Connie souhaitent organiser une soirée mais cela rend Meg jalouse. Quand Connie découvre que Chris l'a trompée, elle sollicite l'aide de Meg et toutes deux montrent une vidéo de Chris dansant à poil dans le salon. Stewie arrête finalement la drogue et Chris redevient impopulaire. |                    |                                                         |                 |                           |                         |                         |                              |            |          |
| 124 | 14                 | Réveil difficile We Love You, Conrad                    | John Holmquist  | Cherry Chevapravatdumrong | 3 mai 2009              | 26 août 2015            | Inconnue                     | 6ACX19     | 6,67     |
| Brian découvre que son ex Jillian a l'intention d'épouser quelqu'un d'autre. Il rencontre une femme Lauren, qui a l'air bien plus futée que lui. Stewie, lui, est sceptique. Cependant, lorsque Brian se retrouve avec Lauren, il admet qu'elle lui donne inconsciemment un complexe d'infériorité et réalisant qu'il n'a jamais oublié Jillian, Lauren encourage Brian à déclarer son amour pour elle mais le plan échoue quand Jillian lui déclare qu'il a eu sa chance. Brian ne peut même pas se consoler avec Lauren qui l'a quitté après qu'il lui a donné des vers. |                    |                                                         |                 |                           |                         |                         |                              |            |          |
| 125 | 15                 | Le remake Three Kings                                   | Dominic Bianchi | Alec Sulkin               | 10 mai 2009             | 26 août 2015            | Inconnue                     | 6ACX15     | 6,47     |
| Peter raconte trois histoires inspirées d'œuvres de Stephen King. La première est inspirée de Stand By Me où Peter et ses copains découvrent le cadavre de Meg. Dans la seconde, parodie de Misery, Stewie prend l'écrivain Brian en otage. Dans la dernière, hommage au film Les Évadés, Peter et Cleveland se lient rapidement d'amitié en prison. Chris n'apparait pas dans cet épisode. |                    |                                                         |                 |                           |                         |                         |                              |            |          |
| 126 | 16                 | L'explorateur Peter's Progress                          | Brian Iles      | Wellesley Wild            | 17 mai 2009             | 26 août 2015            | Inconnue                     | 6ACX20     | 7,33     |
| Peter rencontre une voyante Jamaïcaine, cousine de Cleveland qui lui parle de sa vie antérieure. Il apprend que Joe était autrefois un poulpe et Quagmire Jack l'Éventreur. Mais quand la cousine lit dans la main de Peter, elle découvre qu'il était autrefois le fondateur de la ville. Au XVIIe siècle, en Angleterre, l'ancêtre de Peter demande celui de Lois en mariage mais le roi (Stewie) décide qu'il sera l'unique prétendant. Il fait enlever son rival et l'exile dans le Nouveau Monde. Puis il part informer sa future épouse que le fondateur est mort et qu'il peut désormais faire sa vie avec elle. Recherchant le Nouveau Monde, le fondateur finit par épouser une autre femme (Meg). Sa dulcinée, qui lui était promise, finit par se lamenter de la disparition de son amour perdu jusqu'à ce qu'un bouffon du roi (Brian) lui révèle la vérité. Les deux amants se retrouvent et le Fondateur tue son épouse actuelle en l'empalant avec un mousquet. Six mois plus tard, le roi se rend compte du départ de son épouse et il entreprend de la récupérer. Il effraie alors les armées jusqu'à ce que le fondateur menace de tuer le premier lieutenant du roi (Chris) puis les deux rivaux décident de ne pas se battre par arme mais par actes d'humour. Et tandis que le roi reprend des blagues tristes à propos de la tante de son bouffon, Le fondateur et ses amis colonisateurs (Quagmire, Joe, Cleveland et Mort) l'humilient à plate couture avec un concert techno permettant de regagner l'amour de sa femme. |                    |                                                         |                 |                           |                         |                         |                              |            |          |